# Irene Prugger
Irene Prugger (* 15. Februar 1959 in Hall in Tirol) ist eine österreichische Schriftstellerin und Journalistin.

## Leben und Werk
Irene Prugger ist seit 1988 freie Schriftstellerin. Sie arbeitet für Magazine, Kulturagenturen, Wochenzeitschriften, die Wiener Zeitung und den Österreichischen Rundfunk (ORF). Zwischen 1988 und 1997 war sie Mitherausgeberin der Tiroler Literaturzeitschrift Inn. Sie lebt in Mils bei Hall.
In ihrem fiktionalen Werk kümmert sie sich um eingefahrene Rollenbilder der Figuren, die besonders im Aufsteigermilieu meist ungewollt komisch wirken, wenn sie keine festen Richtlinien für ihr Verhalten vorfinden. In Wasser für Franek entgleist die Stimmung einer Neubausiedlung, als die Hausbesitzer mit dem Statussymbol Pool nicht zurechtkommen.
Im Roman Mitten im Weg versucht eine Frau alles richtig zu machen und vor allem ihre Tochter selbstständig zu erziehen, was natürlich schiefgeht, weil falsche Vorbilder im Spiel sind. In den Erzählungen rund um nackte Helden probieren Frauen diverse Mittel aus, um Männer zu erobern, was im Provinzmilieu einen Aufstand nach sich zieht. „Warum versucht er nicht, uns zu verführen? Es wäre so leicht!“ Die Heldinnen kommen mit ihren Strategien auf keinen grünen Zweig.

## Publikationen
- Vorarlberger Alpgeschichten. Löwenzahn, Innsbruck 2015.
- Nerven wie Seile. Die Bergrettung im Einsatz. Löwenzahn, Innsbruck 2014. ISBN 978-3-7066-2550-0.
- Südtiroler Almgeschichten. Löwenzahn, Innsbruck 2014.
- Letzte Ausfahrt vor der Grenze. Erzählungen. Haymon, Innsbruck 2011. ISBN 978-3-85218-699-3.
- Almgeschichten. Löwenzahn, Innsbruck 2010.
- Schuhe für Ruth. Roman. Skarabaeus, Innsbruck 2008. ISBN 3-7082-3234-8.
- Frauen im Schlafrock. Roman. Skarabaeus, Innsbruck 2005.
- Nackte Helden und andere Geschichten von Frauen. Skarabaeus, Innsbruck 2003. ISBN 3-7082-3122-8.
- Mitten im Weg. Roman. Haymon, Innsbruck 1997.
- Wasser für Franek. Erzählung. Haymon, Innsbruck 1993.

## Auszeichnungen
- 2008: 1. Preis der Landeshauptstadt Innsbruck für künstlerisches Schaffen (dramatische Dichtung)
- 2016: Otto-Grünmandl-Literaturpreis